# U-19-Fußball-Asienmeisterschaft 2018
Die 40. U-19-Fußball-Asienmeisterschaft (offiziell: 2018 AFC U-19 Championship) wurde vom 18. Oktober bis zum 4. November 2018 in Indonesien ausgetragen. Es traten 16 Mannschaften zunächst in der Gruppenphase in vier Gruppen und danach im K.-o.-System gegeneinander an. Das Turnier diente als asiatische Qualifikation für die U-20-Fußball-Weltmeisterschaft 2019 in Polen. Die besten vier Mannschaften qualifizierten sich dafür.
Saudi-Arabien gewann das Turnier durch einen 2:1-Sieg im Finale gegen Südkorea. Die beiden hatten sich im Halbfinale gegen Katar und Titelverteidiger Japan durchgesetzt. Torschützenkönig wurde der Katarer Abdulrasheed Umaru, der sieben Tore erzielte. Zum besten Spieler des Turniers wurde der Saudi-Arabier Turki al-Ammar ernannt.

## Teilnehmer

### Qualifikation
Von den 47 Mitgliedsverbänden der AFC meldeten sich ursprünglich 44 zur Teilnahme an. Da sich aber eine Mannschaft zurückzog, gab es nur 43 Teilnehmer. Die Auslosung der Gruppen fand am 21. April 2017 in Kuala Lumpur statt. Die Mannschaften wurden dabei nach ihrer geographischen Lage in die Westregion, bestehend aus West-, Zentral- und Südasien, und die Ostregion, bestehend aus Südost- und Ostasien, verteilt. Die Westregion setzte sich aus zwei Gruppen mit je fünf und drei Gruppen mit je vier Mannschaften und die Ostregion aus einer Gruppe mit fünf und vier Gruppen mit je vier Mannschaften zusammen.
Die Gruppen wurden vom 24. Oktober bis zum 8. November 2017 als Miniturniere ausgetragen, bei denen je einer der Teilnehmer als Gastgeber einer Gruppe fungierte. Einzige Ausnahme war Gruppe J, die im neutralen Vietnam ausgespielt wurde. Jede Mannschaft spielte einmal gegen jede andere ihrer Gruppe. Die zehn Gruppensieger und die fünf besten Zweitplatzierten qualifizierten sich für die Endrunde. Der Gastgeber aus Indonesien nahm ebenfalls an der Qualifikation teil, war aber automatisch für die Endrunde gesetzt.
Südkorea konnte sich zum insgesamt 38. Mal für die Endrunde qualifizieren und blieb damit Rekordteilnehmer. Dicht dahinter folgten der Nachbar Japan mit 37 sowie Thailand mit 33 Teilnahmen. Für Indonesien war es die erste Teilnahme nach 2014, für Jordanien die erste nach 2012, für Malaysia die erste nach 2006 und für Chinese Taipei die erste nach 1974. Auf der anderen Seite überstanden mit Bahrain, dem Iran, dem Jemen sowie Usbekistan vier Teilnehmer von 2016 die Qualifikation nicht.

### Auslosung
Die Gruppenauslosung fand am 18. Mai 2018 in der indonesischen Hauptstadt Jakarta statt. Die Mannschaften wurden entsprechend ihren Platzierungen bei der letzten Austragung im Oktober 2016 auf vier Lostöpfe verteilt und in vier Gruppen mit jeweils vier Mannschaften gelost. Gastgeber Indonesien war bereits als Gruppenkopf der Gruppe A gesetzt.
- Lostopf 1: Indonesien, Japan, Saudi-Arabien, Vietnam
- Lostopf 2: Irak, Tadschikistan, Südkorea, Ver. Arab. Emirate
- Lostopf 3: Australien, Katar, China, Thailand
- Lostopf 4: Nordkorea, Jordanien, Malaysia, Chinese Taipei

Die Auslosung ergab folgende Gruppeneinteilung:
| Gruppe A           | Gruppe B  | Gruppe C   | Gruppe D      |
| ------------------ | --------- | ---------- | ------------- |
| Indonesien         | Japan     | Vietnam    | Saudi-Arabien |
| Ver. Arab. Emirate | Irak      | Südkorea   | Tadschikistan |
| Katar              | Thailand  | Australien | China         |
| Chinese Taipei     | Nordkorea | Jordanien  | Malaysia      |

### Kader
Jede Mannschaft bestand mindestens aus 18 und höchstens aus 23 Spielern, von denen mindestens drei Torhüter sein mussten. Teilnahmeberechtigt waren Spieler, die am oder nach dem 1. Januar 2002 geboren wurden. Da die U-19-Asienmeisterschaft außerhalb des FIFA-Terminkalenders für internationale Spiele stattfand, waren die Vereine nicht verpflichtet ihre Spieler für das Turnier freizustellen.

## Spielorte
Bei der Bekanntmachung des genauen Spielplans im Mai 2018 wurden von der AFC die drei Städte Bekasi, Cibinong und Jakarta als Spielorte genannt, die alle im Nordwesten der Insel Java lagen. Die drei Stadien in den drei Städten wurden ebenfalls benannt. Im Gelora-Bung-Karno-Stadion fand sowohl das Eröffnungs- als auch das Endspiel statt.
Das größte Stadion war das Gelora-Bung-Karno-Stadion mit einer Kapazität von über 76.000 Zuschauern, die anderen beiden Stadien hingegen boten Platz für jeweils 30.000 Zuschauer.
| Bekasi                                       | Cibinong                            | Jakarta                                     |
| -------------------------------------------- | ----------------------------------- | ------------------------------------------- |
| Patriot-Candrabaga-Stadion Kapazität: 30.000 | Pakansari Stadium Kapazität: 30.000 | Gelora-Bung-Karno-Stadion Kapazität: 77.193 |
| Patriot-Chandrabhaga-Stadion                 | Pakansari Stadium                   | Gelora-Bung-Karno-Stadion                   |

## Gruppenphase
Die Gruppensieger und -zweiten qualifizierten sich für das Viertelfinale, die Dritt- und Viertplatzierten schieden aus dem Wettbewerb aus. Bei Punktgleichheit zweier oder mehrerer Mannschaften wurde die Platzierung durch folgende Kriterien ermittelt:
1. Anzahl Punkte im direkten Vergleich
2. Tordifferenz im direkten Vergleich
3. Anzahl Tore im direkten Vergleich
4. Wenn nach der Anwendung der Kriterien 1 bis 3 immer noch mehrere Mannschaften denselben Tabellenplatz belegten, wurden die Kriterien 1 bis 3 erneut angewendet, jedoch ausschließlich auf die Direktbegegnungen der betreffenden Mannschaften. Sollte auch dies zu keiner definitiven Platzierung führen, wurden die Kriterien 5 bis 9 angewendet.
5. Tordifferenz aus allen Gruppenspielen
6. Anzahl Tore in allen Gruppenspielen
7. Wenn es nur um zwei Mannschaften ging und diese beiden auf dem Platz standen, kam es zwischen diesen zu einem Elfmeterschießen.
8. Niedrigere Anzahl Punkte durch Gelbe und Rote Karten (Gelbe Karte 1 Punkt, Gelb-Rote und Rote Karte 3 Punkte, Gelbe Karte auf die eine direkte Rote Karte folgt 4 Punkte)
9. Losziehung

### Gruppe A
| Pl. | Land               | Sp. | S | U | N | Tore    | Diff. | Punkte |
| --- | ------------------ | --- | - | - | - | ------- | ----- | ------ |
| 1.  | Katar              | 3   | 2 | 0 | 1 | 011:700 | +4    | 06     |
| 2.  | Indonesien         | 3   | 2 | 0 | 1 | 009:700 | +2    | 06     |
| 3.  | Ver. Arab. Emirate | 3   | 2 | 0 | 1 | 010:300 | +7    | 06     |
| 4.  | Chinese Taipei     | 2   | 0 | 0 | 2 | 002:150 | −13   | 0      |

| 18. Oktober 2018, 16:00 Uhr (11:00 Uhr MESZ) in Jakarta  |   |                    |           |
| Ver. Arab. Emirate                                       | – | Katar              | 2:1 (2:1) |
| 18. Oktober 2018, 19:00 Uhr (14:00 Uhr MESZ) in Jakarta  |   |                    |           |
| Indonesien                                               | – | Chinese Taipei     | 3:1 (0:0) |
| 21. Oktober 2018, 16:00 Uhr (11:00 Uhr MESZ) in Jakarta  |   |                    |           |
| Chinese Taipei                                           | – | Ver. Arab. Emirate | 1:8 (0:3) |
| 21. Oktober 2018, 19:00 Uhr (14:00 Uhr MESZ) in Jakarta  |   |                    |           |
| Katar                                                    | – | Indonesien         | 6:5 (4:1) |
| 24. Oktober 2018, 19:00 Uhr (14:00 Uhr MESZ) in Jakarta  |   |                    |           |
| Indonesien                                               | – | Ver. Arab. Emirate | 1:0 (1:0) |
| 24. Oktober 2018, 19:00 Uhr (14:00 Uhr MESZ) in Cibinong |   |                    |           |
| Katar                                                    | – | Chinese Taipei     | 4:0 (0:0) |

### Gruppe B
| Pl. | Land      | Sp. | S | U | N | Tore    | Diff. | Punkte |
| --- | --------- | --- | - | - | - | ------- | ----- | ------ |
| 1.  | Japan     | 3   | 3 | 0 | 0 | 013:300 | +10   | 09     |
| 2.  | Thailand  | 3   | 1 | 1 | 1 | 006:700 | −1    | 04     |
| 3.  | Nordkorea | 3   | 1 | 0 | 2 | 004:700 | −3    | 03     |
| 4.  | Irak      | 3   | 0 | 1 | 2 | 003:900 | −6    | 01     |

| 19. Oktober 2018, 16:00 Uhr (11:00 Uhr MESZ) in Cibinong |   |           |           |
| Irak                                                     | – | Thailand  | 3:3 (2:1) |
| 19. Oktober 2018, 19:00 Uhr (14:00 Uhr MESZ) in Cibinong |   |           |           |
| Japan                                                    | – | Nordkorea | 5:2 (2:2) |
| 22. Oktober 2018, 16:00 Uhr (11:00 Uhr MESZ) in Cibinong |   |           |           |
| Nordkorea                                                | – | Irak      | 1:0 (0:0) |
| 22. Oktober 2018, 19:00 Uhr (14:00 Uhr MESZ) in Cibinong |   |           |           |
| Thailand                                                 | – | Japan     | 1:3 (0:3) |
| 25. Oktober 2018, 16:00 Uhr (11:00 Uhr MESZ) in Cibinong |   |           |           |
| Japan                                                    | – | Irak      | 5:0 (3:0) |
| 25. Oktober 2018, 16:00 Uhr (11:00 Uhr MESZ) in Bekasi   |   |           |           |
| Thailand                                                 | – | Nordkorea | 2:1 (1:1) |

### Gruppe C
| Pl. | Land       | Sp. | S | U | N | Tore    | Diff. | Punkte |
| --- | ---------- | --- | - | - | - | ------- | ----- | ------ |
| 1.  | Südkorea   | 3   | 2 | 1 | 0 | 007:300 | +4    | 07     |
| 2.  | Australien | 3   | 1 | 2 | 0 | 004:300 | +1    | 05     |
| 3.  | Jordanien  | 3   | 1 | 1 | 1 | 004:500 | −1    | 04     |
| 4.  | Vietnam    | 3   | 0 | 0 | 3 | 003:700 | −4    | 0      |

| 19. Oktober 2018, 16:00 Uhr (11:00 Uhr MESZ) in Bekasi   |   |            |           |
| Vietnam                                                  | – | Jordanien  | 1:2 (1:1) |
| 19. Oktober 2018, 19:00 Uhr (14:00 Uhr MESZ) in Bekasi   |   |            |           |
| Südkorea                                                 | – | Australien | 1:1 (0:0) |
| 22. Oktober 2018, 16:00 Uhr (11:00 Uhr MESZ) in Bekasi   |   |            |           |
| Australien                                               | – | Vietnam    | 2:1 (1:0) |
| 22. Oktober 2018, 19:00 Uhr (14:00 Uhr MESZ) in Bekasi   |   |            |           |
| Jordanien                                                | – | Südkorea   | 1:3 (0:1) |
| 25. Oktober 2018, 19:00 Uhr (14:00 Uhr MESZ) in Bekasi   |   |            |           |
| Vietnam                                                  | – | Südkorea   | 1:3 (1:1) |
| 25. Oktober 2018, 19:00 Uhr (14:00 Uhr MESZ) in Cibinong |   |            |           |
| Australien                                               | – | Jordanien  | 1:1 (1:0) |

### Gruppe D
| Pl. | Land          | Sp. | S | U | N | Tore    | Diff. | Punkte |
| --- | ------------- | --- | - | - | - | ------- | ----- | ------ |
| 1.  | Saudi-Arabien | 3   | 3 | 0 | 0 | 006:200 | +4    | 09     |
| 2.  | Tadschikistan | 3   | 1 | 1 | 1 | 004:500 | −1    | 04     |
| 3.  | China         | 3   | 1 | 0 | 2 | 002:200 | ±0    | 03     |
| 4.  | Malaysia      | 3   | 0 | 1 | 2 | 003:600 | −3    | 01     |

| 20. Oktober 2018, 16:00 Uhr (11:00 Uhr MESZ) in Bekasi   |   |               |           |
| Saudi-Arabien                                            | – | Malaysia      | 2:1 (1:0) |
| 20. Oktober 2018, 19:00 Uhr (14:00 Uhr MESZ) in Bekasi   |   |               |           |
| Tadschikistan                                            | – | China         | 1:0 (0:0) |
| 23. Oktober 2018, 16:00 Uhr (11:00 Uhr MESZ) in Bekasi   |   |               |           |
| China                                                    | – | Saudi-Arabien | 0:1 (0:0) |
| 23. Oktober 2018, 19:00 Uhr (14:00 Uhr MESZ) in Bekasi   |   |               |           |
| Malaysia                                                 | – | Tadschikistan | 2:2 (1:1) |
| 26. Oktober 2018, 19:00 Uhr (14:00 Uhr MESZ) in Bekasi   |   |               |           |
| Saudi-Arabien                                            | – | Tadschikistan | 3:1 (0:1) |
| 26. Oktober 2018, 19:00 Uhr (14:00 Uhr MESZ) in Cibinong |   |               |           |
| China                                                    | – | Malaysia      | 2:0 (1:0) |

## Finalrunde
Im Viertel- und Halbfinale sowie im Finale wurde im K.-o.-System gespielt. Stand es bei den Spielen der Finalrunde nach der regulären Spielzeit von 90 Minuten unentschieden, kam es zur Verlängerung von zweimal 15 Minuten und eventuell (falls immer noch kein Sieger feststand) zum Elfmeterschießen.

### Spielplan
|  | Viertelfinale | Viertelfinale |          |   | Halbfinale | Halbfinale |  |  | Finale | Finale |
|  |               |               |          |   |            |            |  |  |        |        |
|  | Katar         | V7V           |          |   |            |            |  |  |        |        |
|  | Thailand      | 3             |          |   |            |            |  |  |        |        |
|  | Thailand      | 3             | Katar    | 1 |            |            |  |  |        |        |
|  |               |               | Katar    | 1 |            |            |  |  |        |        |
|  |               | Südkorea      | 3        |   |            |            |  |  |        |        |
|  | Südkorea      | Südkorea      | 3        | 1 |            |            |  |  |        |        |
|  | Südkorea      |               |          | 1 |            |            |  |  |        |        |
|  | Tadschikistan | 0             |          |   |            |            |  |  |        |        |
|  |               |               | Südkorea | 1 |            |            |  |  |        |        |
|  |               | Saudi-Arabien | 2        |   |            |            |  |  |        |        |
|  | Japan         | 2             |          |   |            |            |  |  |        |        |
|  | Indonesien    | 0             |          |   |            |            |  |  |        |        |
|  | Indonesien    | 0             | Japan    | 0 |            |            |  |  |        |        |
|  |               |               | Japan    | 0 |            |            |  |  |        |        |
|  |               | Saudi-Arabien | 2        |   |            |            |  |  |        |        |
|  | Saudi-Arabien | Saudi-Arabien | 2        | 3 |            |            |  |  |        |        |
|  | Saudi-Arabien |               |          | 3 |            |            |  |  |        |        |
|  | Australien    | 1             |          |   |            |            |  |  |        |        |

V Sieg nach Verlängerung

### Viertelfinale
| 28. Oktober 2018, 16:00 Uhr (10:00 Uhr MEZ) in Jakarta |   |               |                     |
| Katar                                                  | – | Thailand      | 7:3 n. V (3:3, 2:0) |
| 28. Oktober 2018, 19:30 Uhr (13:30 Uhr MEZ) in Jakarta |   |               |                     |
| Japan                                                  | – | Indonesien    | 2:0 (1:0)           |
| 29. Oktober 2018, 16:00 Uhr (10:00 Uhr MEZ) in Bekasi  |   |               |                     |
| Südkorea                                               | – | Tadschikistan | 1:0 (1:0)           |
| 29. Oktober 2018, 19:30 Uhr (13:30 Uhr MEZ) in Bekasi  |   |               |                     |
| Saudi-Arabien                                          | – | Australien    | 3:1 (1:1)           |

### Halbfinale
| 1. November 2018, 16:00 Uhr (10:00 Uhr MEZ) in Jakarta |   |               |           |
| Katar                                                  | – | Südkorea      | 1:3 (0:3) |
| 1. November 2018, 19:30 Uhr (13:30 Uhr MEZ) in Jakarta |   |               |           |
| Japan                                                  | – | Saudi-Arabien | 0:2 (0:2) |

### Finale
| Südkorea                                                                             | Südkorea | Saudi-Arabien | Saudi-Arabien |
| ------------------------------------------------------------------------------------ | --- | --- | ------------- |
| Südkorea                                                                             | \| Finale \| \| 4. November 2018 um 19:30 Uhr (13:30 Uhr MEZ) in Jakarta (Gelora-Bung-Karno-Stadion) \| \| Ergebnis: 1:2 (0:2) \| \| Zuschauer: 3.089 \| \| Schiedsrichter: Sivakorn Pu-udom ( Thailand) \| \| Spielbericht \|                       | \| Finale \| \| 4. November 2018 um 19:30 Uhr (13:30 Uhr MEZ) in Jakarta (Gelora-Bung-Karno-Stadion) \| \| Ergebnis: 1:2 (0:2) \| \| Zuschauer: 3.089 \| \| Schiedsrichter: Sivakorn Pu-udom ( Thailand) \| \| Spielbericht \|                                                                                             | Saudi-Arabien |
| Südkorea                                                                             | Lee Gwang-yeon – Hwang Tae-hyeon , Kim Hyun-woo, Lee Jae-ik – Goo Bon-cheul (46. Lim Jae-hyuk), Go Jae-hyeon, Park Tae-jun (56. Jeong Ho-jin), Lee Kyu-hyuk – Jeon Se-jin, Cho Young-wook (89. Oh Se-hun), Um Won-sang Cheftrainer: Jeong Jeong-yong | Abdulrahman al-Shammari – Muhannad al-Shanqeeti (74. Saud Abdulhamid), Hassan al-Tambakti , Naif al-Mas, Mohammed al-Shanqiti – Mansor al-Beshe, Hamed al-Ghamdi, Faraj al-Ghashayan, Turki al-Ammar, Khalid al-Ghannam (68. Salem al-Saleem) – Abdulmohsen al-Qahtani (46. Firas al-Buraikan) Cheftrainer: Khaled al-Atwi | Saudi-Arabien |
| Südkorea                                                                             | 1:2 Cho Y. (64., Elfmeter) | 0:1 al-Ammar (2.) 0:2 al-Ghannam (22.) | Saudi-Arabien |
| Südkorea                                                                             | Go J. (45.), Jeong H. (58.), Hwang T. (66.) | al-Shanqeeti (48.), Abdulhamid (82.), al-Ghashayan (90.+1') | Saudi-Arabien |
| Finale                                                                               | | |               |
| 4. November 2018 um 19:30 Uhr (13:30 Uhr MEZ) in Jakarta (Gelora-Bung-Karno-Stadion) | | |               |
| Ergebnis: 1:2 (0:2)                                                                  | | |               |
| Zuschauer: 3.089                                                                     | | |               |
| Schiedsrichter: Sivakorn Pu-udom ( Thailand)                                         | | |               |
| Spielbericht                                                                         | | |               |

## Beste Torschützen
Nachfolgend sind die besten Torschützen des Turnieres aufgeführt. Bei gleicher Anzahl an Toren sind die Spieler zunächst nach der Anzahl der Vorlagen und anschließend nach den Spielminuten sortiert.
| Rang | Spieler            | Tore | Vorlagen | Spielminuten |
| ---- | ------------------ | ---- | -------- | ------------ |
| 01   | Abdulrasheed Umaru | 7    | 2        | 480          |
| 02   | Hashim Ali         | 5    | 0        | 405          |
| 03   | Jeon Se-jin        | 5    | 0        | 537          |
| 04   | Taisei Miyashiro   | 4    | 0        | 251          |
| 05   | Turki al-Ammar     | 4    | 0        | 422          |
| 06   | Cho Young-wook     | 4    | 0        | 433          |
| 07   | Ali Saleh          | 3    | 3        | 247          |
| 08   | Kōki Saitō         | 3    | 2        | 257          |
| 09   | Todd Ferre         | 3    | 0        | 112          |
| 10   | Witan Sulaeman     | 3    | 0        | 360          |
| 11   | Korawich Tasa      | 3    | 0        | 390          |

Zu diesen besten Torschützen mit mindestens drei Toren kommen 11 weitere mit je zwei Toren, 49 weitere mit je einem Tor sowie zwei Eigentore.

## Schiedsrichter
Beim Turnier kamen die folgenden zwölf Schiedsrichter aus ebensovielen Ländern zum Einsatz.
Hauptschiedsrichter:
- Rowan Arumughan
- Mooud Bonyadifard
- Yūdai Yamamoto
- Ahmed al-Ali
- Khamis al-Kuwari
- Hussein Abo Yehia
- Omar al-Yaqoubi
- Mohammed al-Hoish
- Kim Hee-gon
- Hanna Hattab
- Sivakorn Pu-udom
- Sherzod Qosimov